# Upplands runinskrifter 1091
Upplands runinskrifter 1091 är en försvunnen vikingatida runsten som funnits i Målsta, Bälinge socken och Uppsala kommun. Stenen har varit försvunnen länge och var skadad och svårläst redan på 1600-talet. Dess höjd är omkring 1,40 meter och dess bredd cirka 0,80 meter.

## Inskriften
Translitterering av runraden:
[...iua-- lntu · hakua ...(t) + kloþa + faþur × sen × -...]
Normalisering till runsvenska:
... letu haggva at Gloða, faður sinn ...
Översättning till nusvenska:
... läto hugga efter Glode, sin fader...